# 50口径三年式14cm砲
50口径三年式14cm砲（50こうけいさんねんしき14せんちほう）は、日本海軍の開発した艦載砲。
伊勢型戦艦や長門型戦艦の副砲、天龍型軽巡洋艦、5500トン型軽巡洋艦や各種艦艇の主砲として使われた。
採用時の呼称は五十口径三年式五吋五砲であったが、1917年に砲の呼称が糎表示に代わったことから五十口径三年式十四糎砲となった。

## 概要
超弩級戦艦以降の副砲としては50口径四十一式15cm砲が搭載されてきたが（金剛型および扶桑型戦艦）、この砲の弾丸重量は45.4kgもあった。欧米人に比して体格で劣る日本人が、人力装填によりこの砲を長時間連続発射するのは難しいと考えられ、より軽量な砲弾を使用する速射砲の開発が望まれた。1914年に制式化された本砲は、弾丸重量38kgとなり前述の砲に比べて一発あたりの打撃力は低下したが、一方で射撃速度は向上し、また最大射程も若干低下するが殆ど変わらないという優秀な性能を示した。
なお本砲とは別に、射程を重視して砲身長を55口径とした14cm砲も3門試作開発されている。尾栓が三年式と同じで薬室容積が25リットルの「I型」と尾栓を改修し室容積を30リットルとした「I2型」の2種類が試作され、最大射程が30度で20,900mと15cm砲を上回る物であったが、八八艦隊計画が放棄されると同じ頃に開発中止となった。
戦艦にはケースメート（砲郭）式の単装砲として装備された。軽巡洋艦等に搭載された砲では、単装砲架で後方が開放された砲楯式（シールド）であったが、連装砲型では一部を除いて砲員を防護する砲室を持っていた。
軽量で設置が容易なことから各種の中型小型の艦船にも搭載され、太平洋戦争でも代表的な艦砲の一つとして活躍した。硫黄島などで要塞砲として用いられたものもある。
なお、本砲は平射砲であり、有効な対空戦闘能力を持たなかったため、戦時中に搭載艦船が改装された際には、しばしば一部または全部が撤去され高角砲等に換装されている（例えば、伊勢型戦艦の航空戦艦への改装、5500トン型軽巡洋艦の改装時など）。

## 主な搭載艦船
- 単装砲

戦艦 伊勢型、長門型
航空母艦 鳳翔
給油艦 野間、知床型(佐多以降)、神威（給油艦時代）、隠戸型
給糧艦 間宮
巡洋艦 天龍型、夕張、球磨型、長良型、川内型、報国丸型
敷設艦 厳島
- 連装砲

巡洋艦 夕張、香取型、八十島型
水上機母艦 日進
潜水母艦 迅鯨型
敷設艦 沖島